# H̤
H̤ (minuscule : h̤), appelé  H tréma souscrit, est un graphème utilisé dans la romanisation de l’alphabet mandéen et dans la romanisation ALA-LC de l’ourdou écrit avec la devanagari. Elle est composée de la lettre H diacritée d’un tréma souscrit.

## Utilisation
Dans la romanisation ALA-LC de l’ourdou écrit avec la devanagari, ‹ h̤ › translittère le ha noukta ‹ ह़ ›.
Benjamin Clough utilise le H tréma souscrit ‹ h̤ › dans la transcription du cingalais dans un dictionnaire anglais-cingalais publié en 1892.

## Représentations informatiques
Le H tréma souscrit peut être représenté par les caractères Unicode suivant :
- décomposé (latin de base, diacritiques) :

| formes    | représentations | chaînes de caractères | points de code | descriptions                                         |
| --------- | --------------- | --------------------- | -------------- | ---------------------------------------------------- |
| majuscule | H̤               | H◌̤                    | U+0048 U+0324  | lettre majuscule latine h diacritique tréma souscrit |
| minuscule | h̤               | h◌̤                    | U+0068 U+0324  | lettre minuscule latine h diacritique tréma souscrit |

## Sources
- (en) « Hindi », dans ALA-LC Romanization Tables, 2011 (lire en ligne)
- (en) Benjamin Clough, A Sinhalese-English dictionary, Colombo, Wesleyan Mission Press, 1892 (lire en ligne)
- (en) Michael Everson, Proposal for encoding the Mandaic script in the BMP of the UCS (no N3485R, L2/08-270R), 4 aout 2008 (lire en ligne)